# Werner J. Schweiger
Werner J. Schweiger (* 7. Jänner 1949 in Lilienfeld, Niederösterreich; † 11. März 2011 in Wien) war österreichischer Kunsthistoriker, Publizist und Kunstmarktforscher.

## Leben
Schweiger verbrachte seine Kindheit in St. Aegyd am Neuwalde und kam dann als Sängerknabe nach Wien. Seine berufliche Ausbildung war in der Gastronomie. Wissenschaftlich war Schweiger ein Autodidakt.
Schweiger begann Themenfelder, bevor sie ein breiteres Interesse fanden. Dies geschah mit Wien um 1900, wo Schweiger als Herausgeber von Werken von Peter Altenberg und Robert Müller auftrat. Zur Wiener Werkstätte setzte er Anfänge, von der Literatur bis zur Architektur, und dazu besonders zur wechselvollen wirtschaftlichen Geschichte des Unternehmens. Weiters schrieb er Arbeiten zum Wiener Kaffeehaus und zu den Jugendstilgärten. Er arbeitete zu Kolo Moser und zum jungen Oskar Kokoschka. Bemerkenswert sind seine Arbeiten zur Gebrauchsgraphik der Wiener Moderne zu Akzidenzen, Ballspenden, Banknoten, Einladungen, Fächer, Menükarten, Plakate, Reklamemarken, Signets und Wertpapieren. Mit Kunstsammler und Kunsthändler in Deutschland, Österreich, Schweiz 1905–1937 erarbeitete er Grundlagen für die Restitutionsforschung. Zum Kunsthandel der Moderne unterhielt er auch eine Website. In Summe leistete er für die Kulturwissenschaft in Österreich viel.

## Veröffentlichungen
- Meisterwerke der Wiener Werkstätte: Kunst und Handwerk, Wien: Brandstätter 1990, ISBN 978-3-85447-343-5.
- Rudolf Ibach: Mäzen, Förderer und Sammler der Moderne 1873–1940, Privatdruck, Wien 1994 (Katalog)
- Aufbruch und Erfüllung: Gebrauchsgraphik der Wiener Moderne 1897–1918. Edition Brandstätter, Wien/München 1988, ISBN 3-85447-036-6 (formal falsch).
- Christian Brandstätter und Werner J. Schweiger (Bild- und Textauswahl): Das Wiener Kaffeehaus, München: Goldmann 1981, ISBN 978-3-442-26904-4. (erste Ausgabe Molden 1978)
- Das große Peter-Altenberg-Buch, herausgegeben und mit einem Nachwort versehen von Werner J. Schweiger, Wien, Hamburg: Zsolnay 1977, ISBN 978-3-552-02931-6.